# مانيلا (عملة سابقة)
المانيلا كانت عملة سلعية أو وسيلة لتبادل السلع استُخدمت قديمًا في منطقة غرب أفريقيا، وكانت تُصنع عادةً من البرونز أو النحاس بكميات كبيرة وبمجموعة واسعة من التصاميم والأحجام والأوزان. ظهرت المانيلا لأول مرة في أفريقيا قبل الحقبة الاستعمارية، ربما كنتيجةً للتجارة مع الإمبراطورية البرتغالية، واستمر استخدامها كعملة وللأغراض الزخرفية حتى أواخر أربعينيات القرن العشرين، ولا تزال تُستخدم أحيانًا كحلية على الأذرع والأرجل وحول الرقبة. ترتبط المانيلا في الثقافة الشعبية ارتباطًا وثيقًا بتجارة الرقيق عبر المحيط الأطلسي.

## التاريخ

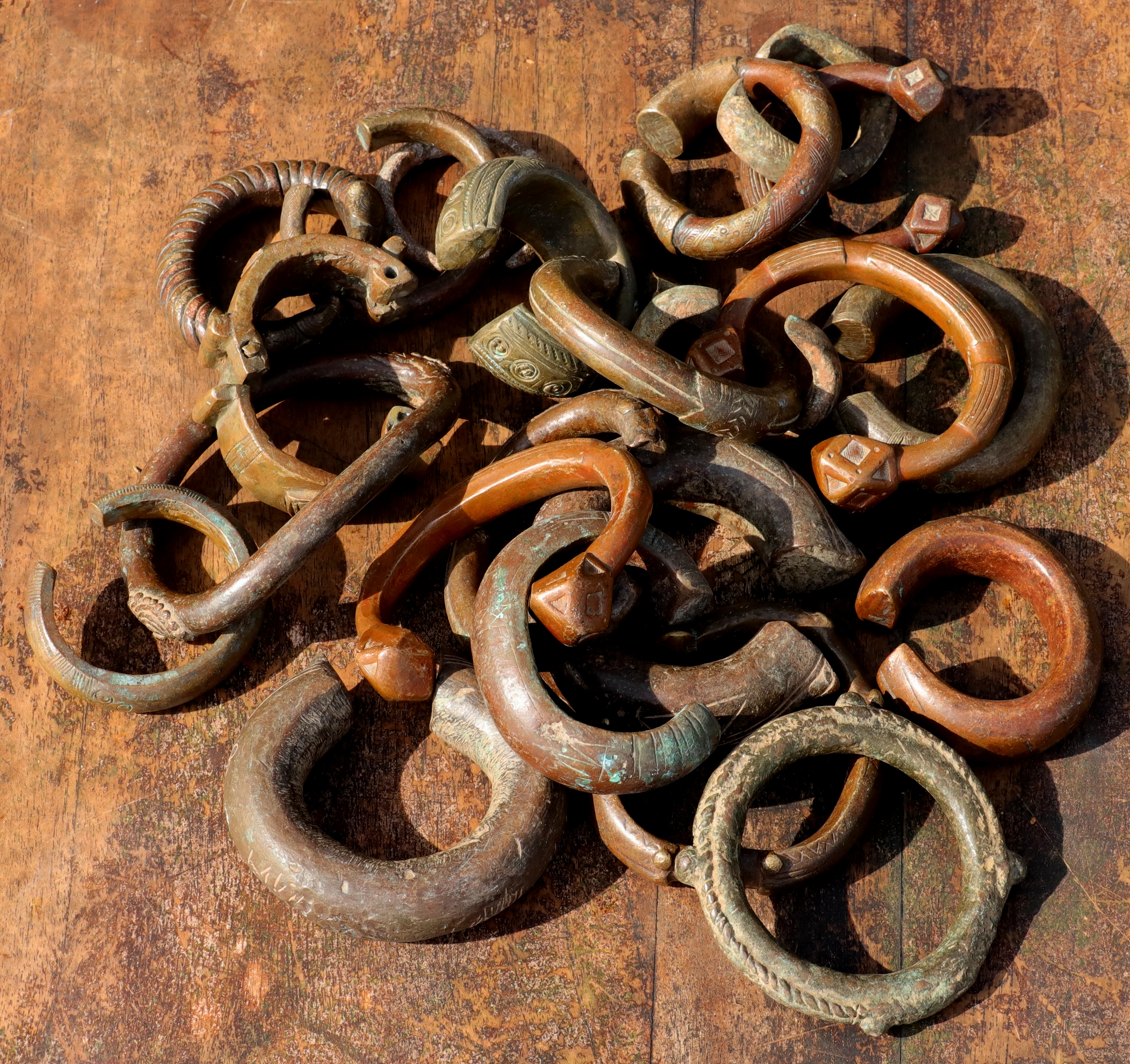
مجموعة من قطع المانيلا مصنوعة من النحاس وسبائك النحاس تعود إلى حقب زمنية مختلفة في غرب أفريقيا

يُعتقد أن تسمية المانيلا قد اشتقت من كلمة manilha التي تعني في البرتغالية "سوار"، أو من الكلمة الإسبانية manilla التي تعني "سوار اليد"، أو من الكلمة اللاتينية manus التي تعني "اليد"، أو من كلمة monilia وهي جمع كلمة monile التي تعني "قلادة". استُخدمت المانيلا في غرب أفريقيا كوسيلة لتبادل السلع، وبالتحديد في مدينة كالابار في المملكة الساحلية النيجيرية القديمة، وكانت عبارة عن حلقة معدنية من النحاس تُشبه الطوق ومفتوحة من الأمام، وعادةً ما كانت تُصنع على شكل حدوة حصان ذات نهايات متقابلة. في عام 1505، كان من الممكن شراء العبد في منطقة غرب أفريقيا مقابل 8-10 مانيلا، وكان من المُمكن شراء ناب فيل مقابل مانيلا نحاسية واحدة.

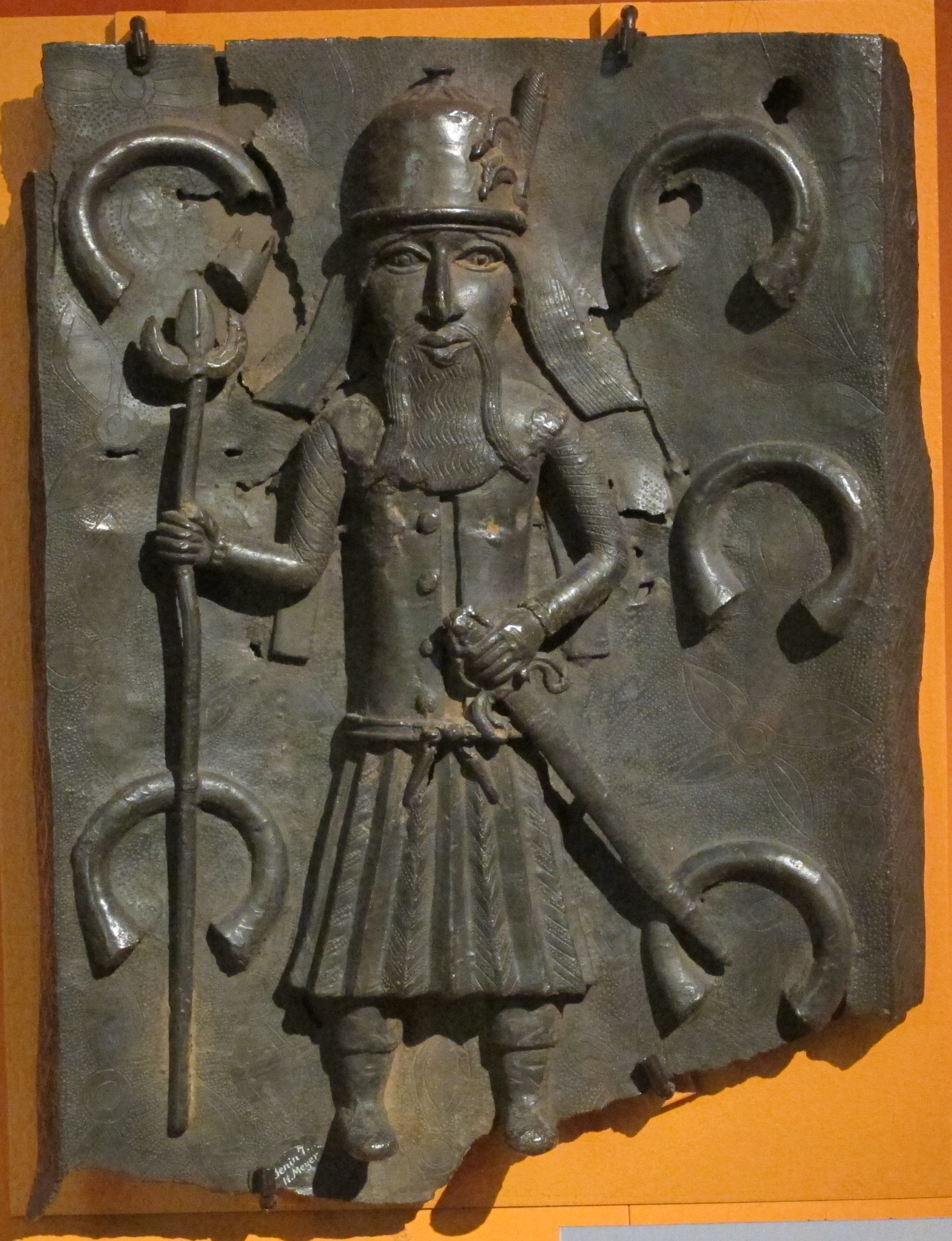
تمثال برونزي من بنين يصور جنديًا برتغاليًا مع قطع من المانيلا في الخلفية

تُشير بعض المصادر إلى أن أول من صنع واستخدم قطع المانيلا كانوا الفينيقيين القدماء الذين تاجروا على طول الساحل الغربي لأفريقيا، أو المستكشفين والتجار القرطاجيين الأوائل، كما ترجح مصادر أخرى أن المصريين استخدموا نوعًا من العملات شبه الدائرية التي تُشبه المانيلا، وتُشير مصادر ثالثة إلى أحد الاقتراحات هو أن الصيادين النيجيريين ربما جلبوا قطع المانيلا في شباكهم من حطام السفن الأوروبية أو صنعوها من الدبابيس النحاسية التي كانت تُستخدم في السفن الشراعية الخشبية الغارقة في خليج بنين. تقول إحدى النظريات أيضًا أن السكان الأصليين لمنطقة غرب أفريقيا قد استوحوا تصميم المانيلا من قماش الرافية ذي الأطراف المتباعدة التي كانت ترتديها النساء، بينما تقول نظرية أخرى أنهم استوحوا شكلها من شكل السوار الذي كان يرتديه شعب اليوروبا موندوا بأطرافه المنتفخة.

كانت الأساور المعدنية وأربطة الساق هي العملة الرئيسية، وعادةً ما كانت النساء يرتدينها لإظهار ثروة أزواجهن. وهكذا وجد التجار البرتغاليون الأوائل لدى سكان غرب أفريقيا استعدادًا مسبقًا وملائمًا للغاية لقبول أعداد غير محدودة من هذه الأساور، وقد أشار إليها المُستكشف البرتغالي دوارتي باتشيكو بيريرا عندما قام في تسعينيات القرن الخامس عشر بعدة رحلات إلى سواحل غرب أفريقيا لشراء أنياب العاج والعبيد والفلفل. وقد وصف في كتابه «زمرد من موقع مداري» الذي ألفه عام 1508 كيفية تبادل السلع في مملكة بنين قائلاً:
كانت المنازل مبنية من الطوب المجفف بالشمس والمغطى بسعف النخيل، وكانت مملكة بنين التي يبلغ طولها 80 فرسخًا وعرضها 40 فرسخًا، في حالة حرب دائمة مع جيرانها الذين تأخذ منهم أسرى تبيع الواحد منهم بما يتراوح بين 12 و15 مانيلا من النحاس أو النحاس الأصفر.
وبحلول عام 1522 في بنين، كان سعر العبدة البالغة من العمر 16 عامًا يساوي 50 مانيلا؛ وقد وضع ملك البرتغال حدًا أقصى قدره 40 مانيلا لكل عبد لوقف هذا التضخم. تشير أقدم التقارير حول استخدام قطع المانيلا في أفريقيا إلى أن أصلها يعود إلى كالابار، عاصمة ولاية كروس ريفر الواقعة على ساحل جنوب شرق نيجيريا. وقد وُثِّقت بعض المصادر أن المانيلا استُخدمت كوسيلة للتبادل في عام ١٥٠٥ في كالابار بنيجيريا حيث كانت المانيلا الواحدة تساوي سنّ فيل كبير، وكان سعر العبد الواحد يتراوح ما بين ثمانية وعشرة قطع من المانيلا. كما استُخدمت أيضًا في بنين عام ١٥٨٩، واستُخدمت مرة أخرى في كالابار عام ١٦٨٨، حيث اشترى التجار الهولنديون العبيد، ودفعوا الثمن الذي كان عبارة عن أساور نحاسية رمادية خشنة، وكانت هذه الأساور يُشترط أن تكون مصنوعة بإتقان وإلا كانت تُرفض بسرعة. وبالإضافة إلى هذه التقارير، فقد تأكدت بدايات استخدام المانيلا في أفريقيا، وبالتحديد في كالابار بنيجيريا، من خلال الاسم الأفريقي والعالمي الآخر للمانيلا، وهو Òkpòhò، وهي كلمة إفيكية تعني المال، وهي مستخدمة في جميع أنحاء هذا التقرير وفي عناوين الصور فيه.

### دورها في تجارة الرقيق
كان من الشائع في تجارة الرقيق في مطلع القرن السادس عشر أن يحمل حاملو المانيلا إلى سواحل أفريقيا، وتدريجيًا أصبحت المانيلا هي العملة الرئيسية في هذه التجارة. وسرعان ما حل البريطانيون والفرنسيون والهولنديون، الذين كانت لديهم جميعًا مزارع كثيفة العمالة في جزر الهند الغربية، محل البرتغاليين، ثم حل الأمريكيون محلهم لاحقًا. كانت الرحلات البحرية النموذجية تحمل المانيلات والأدوات النحاسية العملية مثل المقالي والأحواض إلى غرب أفريقيا، حيث كانت تُستبدل بالعبيد. وكان سعر العبد، المُقاس بالمانيلات، يختلف اختلافًا كبيرًا باختلاف الزمان والمكان ونوع المانيلات المُقدمة.

### الإنتاج والتصميم

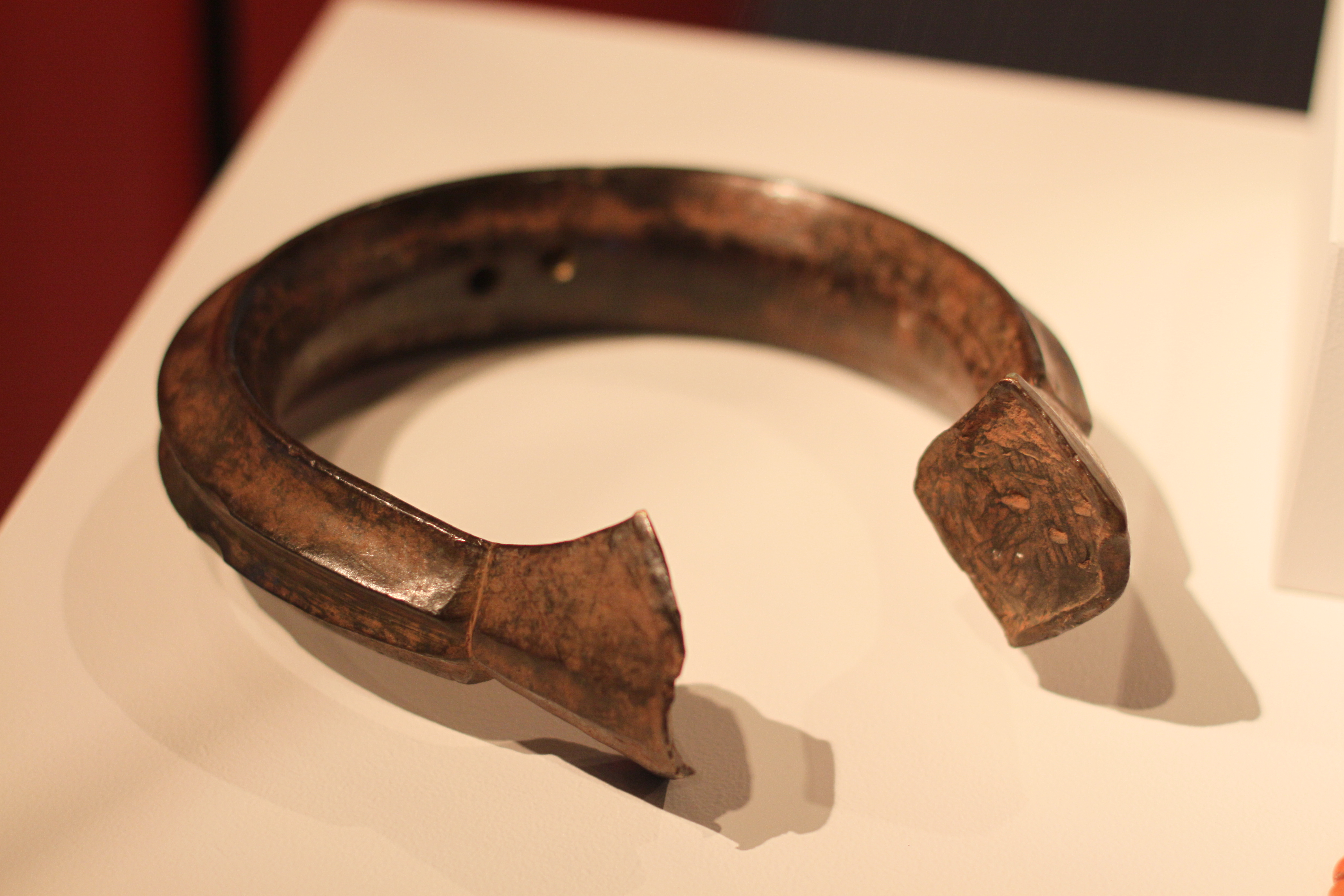
قطعة مانيلا كبيرة معروضة في المتحف الإثنولوجي في برلين

كان معدن النحاس بمثابة الذهب الأحمر لأفريقيا حيث كان يُستخرج ويتم تداوله عبر الصحراء من التجار الإيطاليين والعرب. ليس معروفًا على وجه اليقين كيف كانت تبدو المانيلات البرتغالية أو الهولندية، ولكن من السجلات المعاصرة، نعلم أن أقدم المانيلات البرتغالية صُنعت في أنتويرب للملك وربما في أماكن أخرى، وقد بلغ طولها حوالي 240 ملم (9.4 بوصة)، وقطرها حوالي 13 ملم (0.51 بوصة)، ووزنها 600 جرام (21 أونصة) في عام 15294، ولكن بحلول عام 1525 انخفض وزن المانيلات المصنعة إلى حوالي 250 جرامًا (8.8 أونصة) - 280 جرامًا (9.9 أونصة). في العديد من الأماكن، كان النحاس الأصفر، والذي يُعتبر معدنا أرخص وأسهل في الصب، مفضلًا على النحاس في صناعة قطع المانيلا، لذلك صنع البرتغاليون قطع مانيلا أصغر حجمًا مصنوعة من النحاس والرصاص مع شوائب من الزنك وبعض المعادن الأخرى. عرض كتاب «الفن الملكي لأفريقيا» لأرماند دوشاتو مانيلا ضخمة صُنعت في بنين ويبلغ عرضها 25 سم (9.8 بوصة) وسمكها 4.5 سم (1.8 بوصة)، وكانت مصبوبة بشكل بدائي بجوانب ذات أوجه مجوفة، ومتآكلة للغاية، وقد تكون هذه المانيلا هي أثقل قطعة مانيلا (لم يُذكر وزنها) وأقدمها معروفة حتى الآن. ومع ذلك، يوجد في نفس الكتاب لوحة عليها صورة أوروبي يحمل قطعتين مختلفتين تمامًا، على شكل هلال بدون أطراف متوهجة، على الرغم من أنها تبدو ثقيلة إذا كانت النسب صحيحة. واليوم، غالبا ما ترتبط قطع المانيلا المصنوعة بهذا الحجم والشكل الحاد بالكونغو.
وفي الفترة ما بين عامي 1504 و1507، استورد التجار البرتغاليون 287,813 مانيلا من البرتغال ونقلوها إلى غينيا عبر محطة ساو خورخي دا مينا التجارية. ازدادت التجارة البرتغالية على مدى العقود التالية، وكان البرتغاليون يصدرون ما يقرب من 150,000 مانيلا سنويًا إلى حصنهم التجاري في قلعة إلمينا الواقعة على ساحل الذهب في الفترة ما بين عامي 1519 و1522، كما قدموا طلبًا لشراء 1.4 مليون قطعة مانيلا في عام 1548 إلى تاجر ألماني من عائلة فوجر لدعم التجارة، وقد نصّ هذا الطلب على توريد قطع مانيلا من نوع مينا، وهو النوع الذي كان مُستخدما في غينيا وتزن الواحدة منه 250 غرامًا أو 312 غرامًا. ومع هيمنة الهولنديين على التجارة في أفريقيا، يُرجّح أنهم نقلوا عملية تصنيع المانيلات من أنتويرب إلى أمستردام، واستمروا في إنتاج قطع المانيلا من النحاس، على الرغم من عدم وجود وسيلةً مؤكدة حتى الآن لتحديد هوية المانيلات هولندية الصنع بدقة، ومع هذا تتوفر روايات التجار والمسافرين بكثرة، وتُحدد الأسماء والقيم النسبية لقطع المانيلا الهولندية، ولكن يبدو أنه لم يبقَ أي رسومات أو أوصاف مُفصّلة تربط هذه الروايات بأنواع مُحددة من قطع المانيلا الموجودة اليوم. كانت المعادن التي استخدمها الهولنديون لتصنيع قطع المانيلا في الأصل هي النحاس، ثم استُبدل النحاس بالنحاس الأصفر في حوالي نهاية القرن الخامس عشر، ثُم استبدل النحاس الأصفر في النهاية بالبرونز حوالي عام 1630.

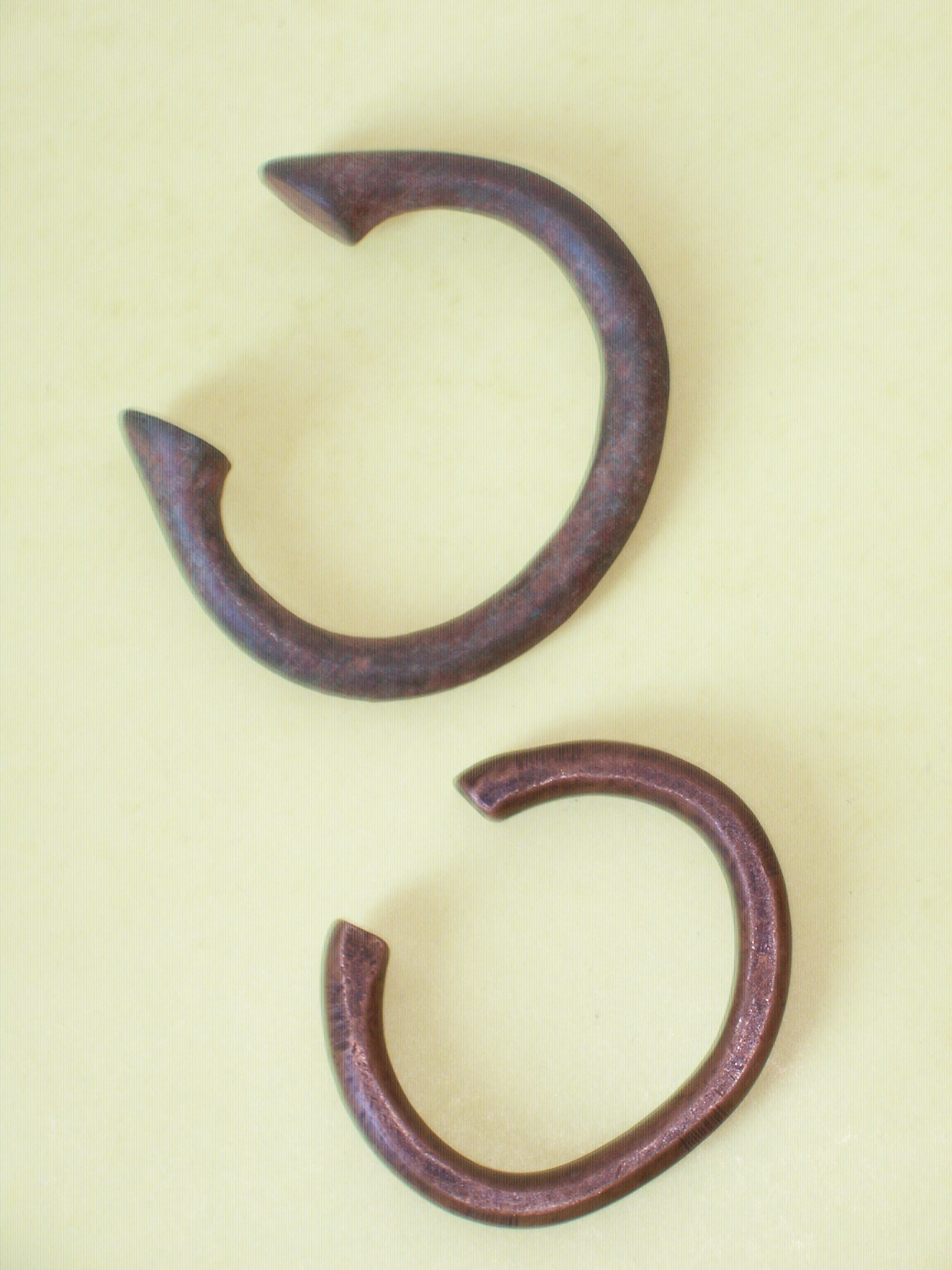
قطعتي مانيلا مختلفتين

وفي أوائل القرن الثامن عشر، أصبحت بريستول، مع شركات مثل آر آند دبليو كينغ (إحدى الشركات التي أُدمجت لاحقًا في الشركة الأفريقية المتحدة)، ثم برمنغهام، أهم مدينة أوروبية لصناعة النحاس الأصفر، ويُرجّح أن معظم أنواع المانيلات النحاسية صُنعت هناك، بما في ذلك مانيلات نكوبنكوب-أونودو التي يعود استخدامها للفترة الوسطى، والتي يبدو أن وزنها انخفض بمرور الوقت، والأنواع الأخف وزنًا التي يعود استخدامها للفترة المتأخرة مثل مانيلا أوكبوهو، والتي اشتق اسمها من كلمة إفيك التي تعني النحاس الأصفر، بالإضافة إلى قطع المانيلا التي استُخرجت من حطام دورو عام 1843. تشير الاختلافات بين الأنواع إلى الصناعة المعاصرة لقطع المانيلا وليس إلى حدوث تطور في الأنواع. صُنعت مانيلا بوبو، والتي يضعها توزيع وزنها عند نقطة الانتقال بين مانيلا نكوبنكوب ومانيلا أونودو، في مدينة نانت بفرنسا، وربما في برمنغهام أيضًا، وكانت صغيرة الحجم جدًا بحيث لا يمكن ارتداؤها. وهي أعرض من أنواع برمنغهام، وتتميز بامتداد تدريجي، وليس مفاجئًا، في الأطراف.
غالبًا ما يُطلق هواة جمع العملات على فئة من قطع المانيلا الأثقل والأكثر استطالة، والتي يُحتمل أنها أُنتجت في إفريقيا، اسم مانيلات الملك أو مانيلات الملكة. وعادةً ما تكون هذه القطع ذات أطراف متسعة وغالبًا ما تكون مصنوعة من النحاس أكثر من النحاس الأصفر، وتُظهر مجموعة واسعة من أنماط التقطيع والتصميم. كانت الأنواع الأكثر بساطة على ما يبدو عبارة عن عملات سبائك، ولكن الأنواع الأكثر فخامة كانت مملوكة للعائلة المالكة وتُستخدم كمهر للعروس وفي مراسم الموت قبل الجنازة. وعلى عكس مانيلا الأموال الأصغر حجمًا، لم يقتصر نطاقها على غرب إفريقيا. فقد أنتج جونجا زائير نوعًا مميزًا من النحاس الأصفر بأربعة أوجه مسطحة ونهايات مربعة منتفخة قليلاً، يتراوح وزنه من حوالي 50 أونصة (1400 جم) إلى 150 أونصة (4300 جم)، ويُطلق عليه اسم «مانيلا أوغندا» أو «أونغليسي»، وهي كلمة فرنسية صوتية تعني «الإنجليزية». تشمل الأنواع الأخرى للمانيلا قطعًا من الأسلاك الثقيلة المجدولة المبكرة مع أو بدون عقد، والتي يُحتمل أن أصلها يعود إلى كالابار، وقطعًا نحاسية ثقيلة متعددة اللفات ذات أطراف بارزة تعود أصولها إلى نيجيريا.

### توقف الاستخدام
حظر إعلان العملة المحلية لعام ١٩٠٢ في نيجيريا استيراد المانيلا إلا بإذن من المفوض السامي. وقد تم ذلك لتشجيع استخدام العملات المعدنية بدلا من المانيلا وطرق التبادل التقليديى. ومع ذلك، ظلت المانيلا تُستخدم بانتظام، وشكّلت مشكلة إدارية في أواخر أربعينيات القرن العشرين حيث كانت قبيلة إيبو لا تزال تستخدمها، وفي ووكاي، كان وعاء الذرة العميق يُعادل ثمنه قطعة مانيلا كبيرة، وكان وعاء الملح الذي على شكل كوب يُعادل ثمنه قطعة مانيلا صغيرة. وعلى الرغم من أن المانيلا كانت عملة قانونية، إلا أنها كانت تُعوّم مقابل العملات البريطانية والفرنسية في غرب أفريقيا، وكانت شركات تجارة زيت النخيل تتلاعب بقيمتها لتحقيق مكاسب خلال موسم السوق. وفي عام 1948، قام البريطانيون بعمليات سحب كبيرة لقطع المانيلا فيما أُطلق عليه اسم «عملية المانيلا» لاستبدالها بالعملة البريطانية لغرب إفريقيا، فبعد أن اعترف رسميًا بعملات من نوع مانيلا أوكبوهو ومانيلا أوكومبو ومانيلا أبي فقط، والتي كانت قيمتها الشرائية تعادل قيمة ثلاثة بنسات و1 بنس ونصف بنس على التوالي، تمكن البريطانيون من تسليم وتبادل 32.5 مليون قطعة من مانيلا أوكبوهو و250000 قطعة من مانيلا أوكومبو و50000 قطعة من مانيلا أبي، كما اشترى أحد تجار المعادن في أوروبا 2460 طنًا من المانيلا، لكن العملية كلفت دافعي الضرائب ما يقرب من 284 ألف جنيه إسترليني. كانت الحملة ناجحة إلى حد كبير وقد اشترى البريطانيون خلالها أكثر من 32 مليون قطعة مانيلا وإعادوا بيعها كخردة. وكنتيجة لذلك توقف استخدام المانيلا، والتي كانت بمثابة أثر باقٍ للتذكير بتجارة الرقيق، عن كونها عملة قانونية في غرب إفريقيا البريطانية في 1 أبريل 1949. وبعد فترة انسحاب استمرت لستة أشهر. سُمح للناس بالاحتفاظ بحد أقصى 200 قطعة مانيلا للاحتفالات مثل حفلات الزفاف والدفن.

### إحياء التراث
لا تزال قطع المانيلا تُصنع في بعض المناطق بأفريقيا لكي تباع كتحف سياحية وللاستخدامات المحلية غير النقدية، وغالبًا ما تُصنع في الوقت الحالي من معادن حديثة مثل الألومنيوم، إلا أن تصاميمها لا تزال تقليدية إلى حد كبير. وحتى عام 2000 كانت المانيلات لا تزال تُستخدم أحيانًا في بعض القرى النائية في بوركينا فاسو.

## الأنواع

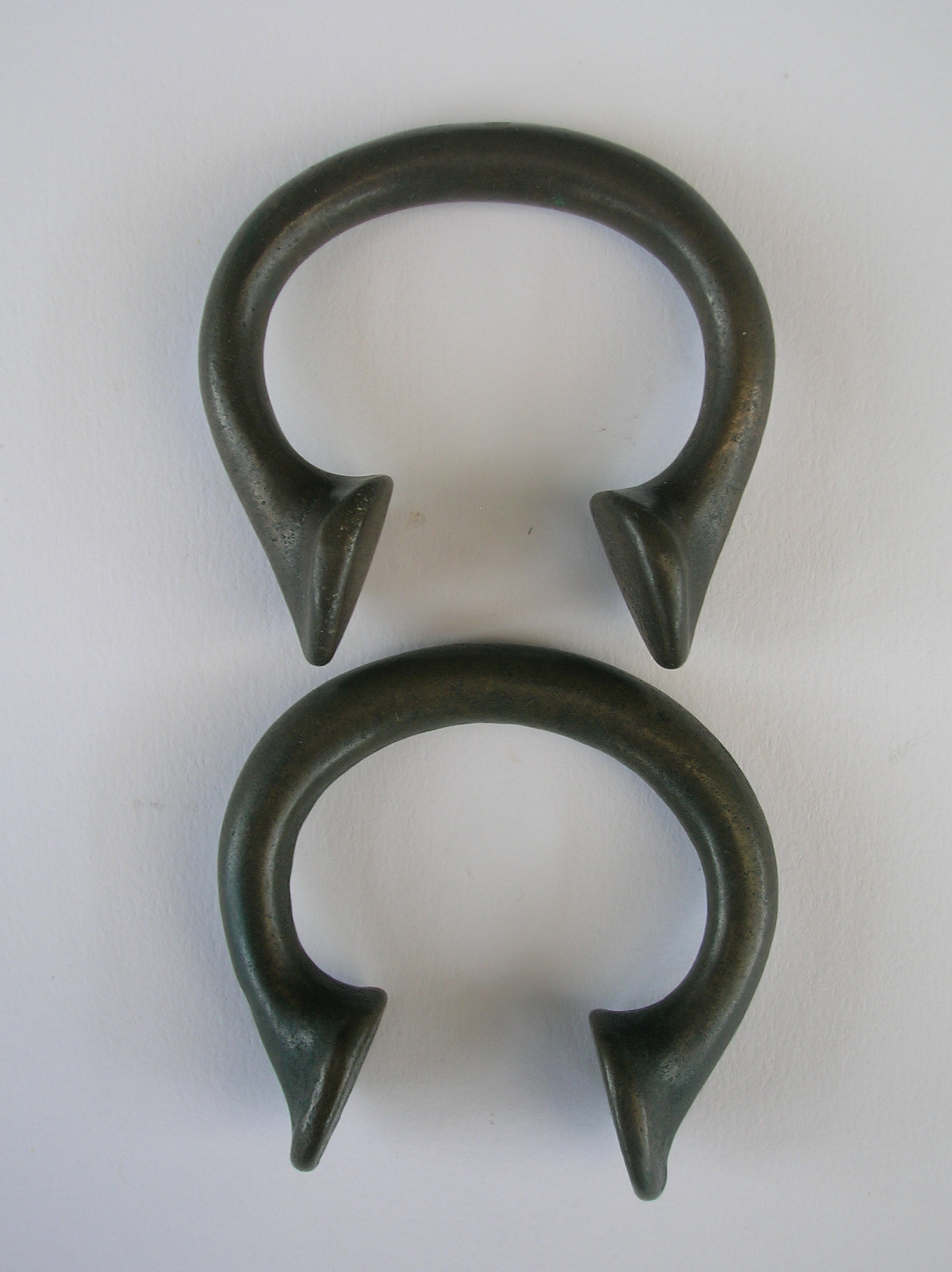
شكلين مختلفين من أشكال مانيلا أوكبوهو

استخدم سكان منطقة غرب أفريقيا أشكالا مختلفة من المانيلا، وكان لها في كل منطقة أسماء تميز كل نوع من أنواع المانيلا، وكانوا يقدرونها محليا بشكل مختلف، وكانوا دقيقين للغاية في اختيار الأنواع التي يقبلونها، فكانت المانيلا تتميز جزئيًا وتُقدر قيمتها من خلال الصوت الذي تُصدره عند ضربها. وقد أورد القنصل البريطاني فرناندو بو في تقريره الصادر عام ١٨٥٦ خمسة أنماط مختلفة من قطع المانيلا المستخدمة في نيجيريا في ذلك الوقت. كانت مانيلا أنتوني جيدة في جميع الأسواق الداخلية؛ وكانت مانيلا كونغو سيمغولو، والتي عُرفت أيضًا باسم «عنق الزجاجة» جيدة فقط للاستخدام في سوق أوبونغو؛ وكانت مانيلا أونادو هي الأفضل للاستخدام في منطقة كالابار القديمة، وهي منطقة إيجبو الواقعة بين بوني نيو كالاباري ومملكة أوكريكا، وكانت مانيلا فينيمان فاوفينا مقبولة في مدينة جوجو وسوق كوا، ولكن قيمتها كانت تساوي نصف قيمة مانيلا أنتوني فقط؛ وكانت مانيلا كوتا أنتوني موضع تقدير من سكان منطقة أومبالا.
ربما يعود انتشار الأسماء الأفريقية لقطع المانيلا إلى العادات الإقليمية أكثر من التخصص الفعلي في التصنيع، فمن المرجح أن يكون أصل نمط مانيلا مكبورو هولنديًا أو بريطانيًا، بينما تعود مانيلا بوبو إلى أنماط فرنسية، ويُعتقد أن الأنماط الباقية قد تطورت من منتج برمنغهامي واحد. وقد عُثر في منطقة غرب أفريقيا على كنز مهم احتوى على مجموعة من 72 قطعة مانيلا ذات طلاء عتيق وقشرة ترابية متشابهة، مما يشير إلى دفنها في مكان مشترك. تضمنت المجموعة 7 قطع من مانيلا مكبورو؛ و19 قطعة من مانيلا نكوبنكوب ذات القدم المستديرة، و9 قطع من مانيلا نكوبنكوب ذات القدم البيضاوية؛ و37 قطعة من مانيلا بوبو ذات القدم المربعة. ومن بين القطع التي عُثر عليها قطع مانيلا نكوبنكوب التي بلغ وزنها 108 غرامًا و114 غرامًا، كما عُثر على قطع أخرى كانت تُسمى بمانيلا أونودو، وكانت تزن أقل من 80 غرامًا، وهو ما يعني أن المجموعة دُفنت في مرحلة معينة من الزمن تراجع خلالها حجم المانيلا.
كانت مانيلا المكبورو تُصنع من النحاس الأصفر. أما مانيلا نكوبنكوب بيضاوية القدم فيشير توافق أطرافها مع الطرف العلوي من مجموعة قطع المانيلا ذات الأقدام المستديرة إلى أنه إما النوع الأقدم، أو أنه كان معاصرًا لأقدم أنواع المانيلا ذات الأقدام المستديرة. كما يشير الوجود الحصري لعملات البوبو الفرنسية ذات القدم المربعة، والتي عادةً ما تكون نادرة بين فئات البوبو المتداولة، إلى أنها أقدم الأنواع. ومن المرجح أن أقدم قطع المانيلا الفرنسية كانت معاصرة لأقدم القطع البريطانية.
كانت هناك الكثير من العملات الإقليمية التي تُعرف بـ«عملات السوار» أو عملت «رباط الساق»، وكانت تتميز عن المانيلا بسهولة ارتدائها، وكان بعضها ذو شكل متماثل إلى حد ما في الحجم والوزن، ويُستخدم كعملات حسابية مثل المانيلا، لكن البعض الآخر كان يُلبس في الواقع لإظهار الثروة. وكان الأشخاص الأقل ثراءًًا يحاكون حركات الأثرياء الذين كانوا مثقلين بارتداء الكثير من المانيلات لدرجة أنهم كانوا يتحركون بطريقة مميزة للغاية، وكانت للمانيلات الأكبر حجمًا شكل أكثر انفتاحًا بكثير.

## الاستخدامات

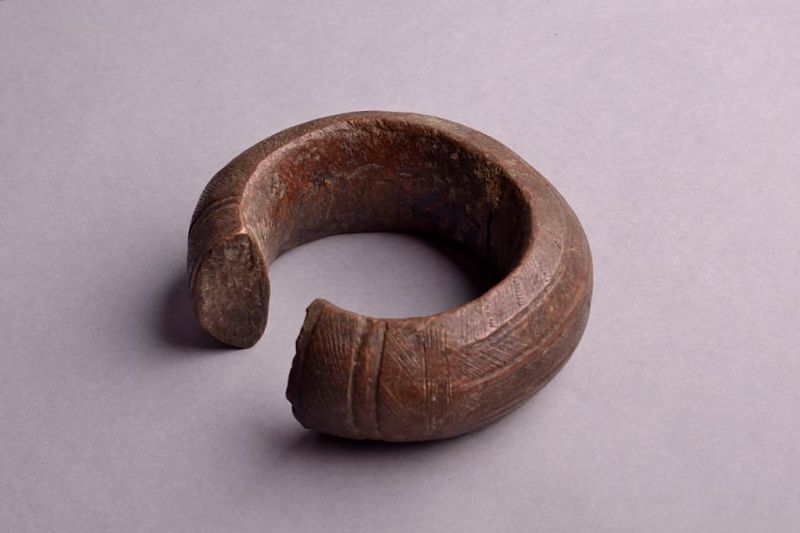
شكل مختلف من أشكال المانيلا مزين بتصميم هندسي عثر عليه ضمن مجموعة قلعة سفورزا في ميلانو بإيطاليا

كانت المانيلا هي أول عملة حقيقية عامة معروفة داخليا في غرب أفريقيا، حيث استُخدمت في مشتريات السوق العادية، ومهر العروس، ودفع الغرامات، وتعويضات العرافين، ولأغراض الآخرة كعملة دفن. أما أصداف الكاوري، التي كانت تُقدر قيمتها بجزء صغير من المانيلا، فقد استُخدمت في المشتريات الصغيرة. وفي المناطق الواقعة خارج ساحل غرب أفريقيا ونهر النيجر، استُخدمت عملات أخرى متنوعة، مثل الأساور ذات التصميم المحلي الأكثر تعقيدًا، والوحدات الحديدية التي غالبًا ما تُشتق من الأدوات، وقضبان النحاس التي غالبًا ما تُثنى على شكل أساور، وصليب هاندا (صليب كاتانغا) الشهير، كعملات خاصة. ومع تراجع تجارة الرقيق في القرن التاسع عشر، تراجع إنتاج المانيلات، بعد أن أصبح بالفعل نشاطًا غير مربح. وبحلول تسعينيات القرن التاسع عشر، تركز استخدام المانيلا في اقتصاد التصدير حول تجارة زيت النخيل. وقد صهر الحرفيون الأفارقة العديد من المانيلات لإنتاج أعمال فنية. كانت المانيلات تُعلق غالبًا فوق القبور للدلالة على ثراء المتوفى، وفي منطقة ديغيما في بنين، لا تزال بعض النساء يرتدين مانيلات كبيرة الحجم حول أعناقهن في الجنازات، والتي تُوضع لاحقًا على ضريح العائلة. ويُقال إن المانيلات الذهبية صُنعت لشخصيات بارزة ونافذة، مثل الملك جاجا من أوبوبو عام ١٨٩١.